# Bob az 1928. évi téli olimpiai játékokon
Az 1928. évi téli olimpiai játékokon a bob egyetlen versenyszámát St. Moritzban rendezték meg február 18-án. A nehéz ötszemélyes bobokkal tizennégy ország huszonhárom csapata versenyzett, két futam alapján hirdettek végeredményt.

## Részt vevő nemzetek
A versenyeken 14 nemzet 115 sportolója vett részt.
- Ausztria (AUT) (10)
- Argentína (ARG) (10)
- Belgium (BEL) (10)
- Egyesült Államok (USA) (10)
- Franciaország (FRA) (10)
- Hollandia (NED) (5)
- Lengyelország (POL) (5)
- Luxemburg (LUX) (5)
- Mexikó (MEX) (5)
- Nagy-Britannia (GBR) (10)
- Németország (GER) (10)
- Olaszország (ITA) (5)
- Románia (ROU) (10)
- Svájc (SUI) (10)

## Éremtáblázat
(Az egyes számoszlopok legmagasabb értéke vagy értékei vastagítással kiemelve.)
| Az 1928. évi téli olimpiai játékok éremtáblázata bobban | Az 1928. évi téli olimpiai játékok éremtáblázata bobban | Az 1928. évi téli olimpiai játékok éremtáblázata bobban | Az 1928. évi téli olimpiai játékok éremtáblázata bobban | Az 1928. évi téli olimpiai játékok éremtáblázata bobban | Olimpia  |
| ------------------------------------------------------- | ------------------------------------------------------- | ------------------------------------------------------- | ------------------------------------------------------- | ------------------------------------------------------- | -------- |
|                                                         | Ország                                                  | Arany                                                   | Ezüst                                                   | Bronz                                                   | Összesen |
| 1.                                                      | Egyesült Államok (USA)                                  | 1                                                       | 1                                                       | 0                                                       | 2        |
|                                                         |                                                         |                                                         |                                                         |                                                         |          |
| 2.                                                      | Németország (GER)                                       | 0                                                       | 0                                                       | 1                                                       | 1        |
|                                                         |                                                         |                                                         |                                                         |                                                         |          |
| Összesen                                                | Összesen                                                | 1                                                       | 1                                                       | 1                                                       | 3        |

## Eredmények
A verseny két futamból állt. A két futam összesített eredménye határozta meg a végső sorrendet. Az időeredmények másodpercben értendők. A futamok legjobb időeredményei vastagbetűvel olvashatóak.
| Helyezés | Csapat | 1. futam | 2. futam      | Összesítés |
| -------- | --- | -------- | ------------- | ---------- |
| Arany    | Egyesült Államok (USA)-2 · Billy Fiske · Nion Tocker · Geoffrey Mason · Clifford Gray · Richard Parke                                    | 1:38,9   | 1:41,6        | 3:20,5     |
| Ezüst    | Egyesült Államok (USA)-1 · Jennison Heaton · David Granger · Lyman Hine · Jay O'Brien · Thomas Doe                                       | 1:42,3   | 1:38,7        | 3:21,0     |
| Bronz    | Németország (GER)-2 · Hanns Kilian · Hans Heß · Sebastian Huber · Valentin Krempl · Hanns Nägle                                          | 1:41,7   | 1:40,2        | 3:21,9     |
| 4.       | Argentína (ARG)-1 · Arturo Gramajo · Ricardo González · Mariano de María · Rafael Iglesias · John Victor Nash                            | 1:40,1   | 1:42,5        | 3:22,6     |
| 5.       | Argentína (ARG)-2 · Eduardo Hope · Jorge del Carril · Héctor Milberg · Horacio Iglesias · Horacio Gramajo                                | 1:42,3   | 1:40,6        | 3:22,9     |
| 6.       | Belgium (BEL)-1 · Ernest Lambert · Walter Ganshof · Marcel Sedille-Courbon · Max Houben · Léon Tom                                       | 1:39,8   | 1:44,7        | 3:24,5     |
| 7.       | Románia (ROU)-2 · Grigore Socolescu · Ion Gavăţ · Traian Niţescu · Toma Ghiţulescu · Mircea Socolescu                                    | 1:43,8   | 1:40,8        | 3:24,6     |
| 8.       | Svájc (SUI)-1 · Charles Stoffel · René Fonjallaz · Henry Höhnes · E. Coppetti · Louis Koch                                               | 1:43,1   | 1:42,6        | 3:25,7     |
| 9.       | Nagy-Britannia (GBR)-2 · Henry Martineau · Walter Birch · John Dalrymple · John Gee · Edward Hall                                        | 1:41,7   | 1:44,5        | 3:26,2     |
| 10.      | Nagy-Britannia (GBR)-1 · George Pim · Guy Tracey · David Griffith · Frederick Browning · Thomas Warner                                   | 1:40,6   | 1:45,7        | 3:26,3     |
| 11.      | Mexikó (MEX) · L. M. Elizaga · Juan de Landa · J. Díaz · Mario Casasos · G. Díaz                                                         | 1:44,9   | 1:42,8        | 3:27,6     |
| 12.      | Hollandia (NED) · Curt van de Sandt · Jacques Delprat · Edwin Teixeira de Mattos · Henri Dekking · Hubert Menten                         | 1:43,5   | 1:45,5        | 3:29,0     |
| 13.      | Svájc (SUI)-2 · Jean Mollien · John Schneiter · René Ansermoz · André Mollien · William Pichard                                          | 1:41,7   | 1:48,2        | 3:29,9     |
| 14.      | Franciaország (FRA)-1 · Jean de Suarez d'Aulan · Michel Baur · Roger Petit-Didier · Jacques Petit-Didier · William Beamisch              | 1:43,7   | 1:46,3        | 3:30,0     |
| 15.      | Franciaország (FRA)-2 · André Dubonnet · Bernard du Pontavice de Heussey · Joseph Dedein · Stéphane de la Rochefoucault · Jacques Rheins | 1:45,7   | 1:44,5        | 3:30,2     |
| 16.      | Belgium (BEL)-2 · Charles Mulder · Hubert Kryn · Ferdinand Hubert · Louis Rooy · Robert Langlois                                         | 1:45,0   | 1:46,2        | 3:31,2     |
| 17.      | Lengyelország (POL) · Józef Broel-Plater · Jerzy Bardziński · Jerzy Łucki · Jerzy Potulicki-Skórzewski · Antoni Bura                     | 1:44,8   | 1:46,8        | 3:31,6     |
| 18.      | Németország (GER)-1 · Hans-Edgar Endres · Paul Martin · Karl Reinhardt · Paul Volkhardt · Rudolf Soenning                                | 1:48,0   | 1:43,9        | 3:31,9     |
| 19.      | Románia (ROU)-1 · Alexandru Berlescu · Eugen Ştefănescu · Petre Petrovici · Tita Rădulescu · Horia Roman                                 | 1:47,3   | 1:44,9        | 3:32,2     |
| 20.      | Luxemburg (LUX) · Marc Schoetter · Raoul Weckbecker · Willy Heldenstein · Pierre Kaempff · Auguste Hilbert                               | 1:45,8   | 1:46,9        | 3:32,7     |
| 21.      | Olaszország (ITA) · Giancarlo Morpugo · Carlo Sem · Luigi Cerutti · Giuseppe Crivelli · Piero Marchetti                                  | 1:45,0   | 1:49,6        | 3:34,6     |
| 22.      | Ausztria (AUT)-2 · Franz Lorenz · Franz Wohlgemuth · Eduard Pechanda · Benno Karner · Richard Lorenz                                     | 1:42,3   | 1:49,7        | 3:42,0     |
| —        | Ausztria (AUT)-1 · Gustav Mader · Hugo Weinstengel · Michael Waissnix · Walter Sehr · Franz Pamperl                                      | 1:44,2   | nem ért célba | –          |